# Zenna de Zwart
Zenna Zoë de Zwart (Spijkenisse, 25 februari 2002) is een Nederlands voetbalspeelster.
De Zwart speelde in het KNVB-opleidingsteam van CTO Amsterdam. Toen de KNVB in 2018 met CTO stopte, ging ze mee naar het beloftenteam van Ajax, en stapte in het voorjaar van 2020 over naar Excelsior om daar in de Vrouwen Eredivisie te gaan voetballen.

## Statistieken
| Seizoen | Club      | Land      | Competitie         | Wedstrijden | Doelpunten |
| ------- | --------- | --------- | ------------------ | ----------- | ---------- |
| 2020/21 | Excelsior | Nederland | Vrouwen Eredivisie | 4           | 0          |
| Totaal  | Totaal    | Totaal    | Totaal             | 4           | 0          |

Laatste update: november 2020

## Interlands
De Zwart kwam uit voor Oranje O16 en O17.